# Table des caractères Unicode/U10920
Cette page contient des caractères spéciaux ou non latins. S’ils s’affichent mal (▯, ?, etc.), consultez la page d’aide Unicode.
Table des caractères Unicode U+10920 à U+1093F.

## Lydien
Utilisés pour écrire avec l’alphabet lydien.

### Table des caractères
| en fr   | 0 | 1 | 2 | 3 | 4 | 5 | 6 | 7 | 8 | 9 | A | B | C | D | E | F |
| U+10920 | 𐤠 | 𐤡 | 𐤢 | 𐤣 | 𐤤 | 𐤥 | 𐤦 | 𐤧 | 𐤨 | 𐤩 | 𐤪 | 𐤫 | 𐤬 | 𐤭 | 𐤮 | 𐤯 |
| ------- | - | - | - | - | - | - | - | - | - | - | - | - | - | - | - | - |
| U+10930 | 𐤰 | 𐤱 | 𐤲 | 𐤳 | 𐤴 | 𐤵 | 𐤶 | 𐤷 | 𐤸 | 𐤹 |   |   |   |   |   | 𐤿 |